# Troy Elder
Troy Elder, né le 15 octobre 1977 à Bunbury, est un joueur australien de hockey sur gazon.

## Palmarès
- Médaille d'or aux Jeux olympiques d'Athènes en 2004
- Médaille de bronze aux Jeux olympiques de Sydney en 2000[1]